# Sanford E. Church
Sanford Elias Church (* 18. April 1815 in Milford, Otsego County, New York; † 13. Mai 1880 in Albion, New York) war ein US-amerikanischer Jurist und Politiker (Demokratische Partei).

## Werdegang
Seine Eltern, englischer und schottischer Abstammung, zogen von Otsego in das Monroe County, als er noch ein Kind war. Dort ging er auf die Gemeinschaftsschulen und auf die Monroe Academy. Von 1835 lebte er in Albion, mit Ausnahme einer kurzen Zeitspanne in Rochester. Er studierte Jura bei Benjamin L. Bessac, der anschließend bis 1843 sein Kanzleipartner war. Dann schloss er sich mit Noah Davis zusammen. Dieses Unternehmen bestand für eine Zeitspanne von 13 Jahren. Die Auflösung des Kanzlei von Church & Sawyer wurde in Albion vorgenommen. Um 1862 nahm er Richter Seldens Platz in der Kanzlei von Selden, Munger & Thompson in Rochester ein. 1865 wurde die Kanzlei zu Church, Munger & Cooke umbenannt und bestand in dieser Form bis Churchs Wahl zum Richter am New York Court of Appeals.
Church entschied sich eine politische Laufbahn einzuschlagen, als er 1842 erfolgreich um einen Sitz für das Orleans County in der New York State Assembly kandidierte. Drei Jahre später wurde er zum District Attorney des betreffenden Countys ernannt und nachdem die Verfassung von New York von 1846 in Kraft trat, wurde er in einer regulären Wahl in das gleiche Amt gewählt. Er bekleidete dann diesen Posten bis Ende 1850.
Die Demokraten nominierten ihn 1850 für das Amt des Vizegouverneurs und Horatio Seymour als Gouverneur. Seymour erlitt eine Niederlage gegenüber Washington Hunt, einem Whigkandidaten, der ihn mit einer Mehrheit von 200 Stimmen besiegte, wohingegen Church die Gouverneurswahlen für sich entscheiden konnte. 1852 wurde er in das gleiche Amt wiedergewählt, wobei Seymour dieses Mal zum Gouverneur gewählt wurde.
Church wurde 1857 zum New York State Comptroller gewählt, allerdings wurde er bei seinen Wiederwahlversuchen 1859 und 1863 jeweils besiegt. Dann war er 1867 als ein Delegierter bei der verfassungsgebenden Versammlung von New York tätig sowie Vorsitzender seines Finanzausschusses.
Er war ein Delegierter bei den Democratic National Convention von 1844, 1860, 1864 und 1868, wobei er 1860 die Nominierung von Stephen A. Douglas verteidigte. Bei der Democratic National Convention, die in New York City im Juli 1868 abgehalten wurde, wurde Church durch die Delegation von New York als ihr Präsidentschaftskandidat nominiert. Sein Name wurde der Convention durch Samuel J. Tilden vorgelegt, dem Vorsitzenden der Delegation, der für ihn die ersten sieben Wahlgänge stimmte. Danach wechselte man zu Thomas A. Hendricks und stimmte für ihn zwischen dem achten und 22. Wahlgang bis zu einer Unterbrechung durch andere Staaten, nach der dann Horatio Seymour, Vorsitzende der Convention, nominiert wurde.
Im Frühjahr 1870 wurde Church von der demokratischen Versammlung für den Posten des Chief Judge am New York Court of Appeals nominiert. Seine Gegenkandidaten waren George F. Comstock in der Versammlung und dann Henry R. Selden bei der Wahl. Church wurde mit einer Mehrheit von beinahe 19.000 Stimmen als Nachfolger von Robert Earl gewählt. Er verstarb in seinem Amt, sehr plötzlich und unerwartet, ohne irgendeine vorherige Erkrankung, auf seinem Anwesen in Albion, wo er einen dreiwöchigen Urlaub verbrachte. Er wurde auf dem Mt. Albion Cemetery in Albion beigesetzt.